# Alex Michelsen
Alex Michelsen (n. 25 august 2004, Laguna Hills⁠(d), California, SUA) este un jucător profesionist american de tenis. Cea mai bună clasare a sa la simplu este locul 32 mondial, în martie 2025 și la dublu, locul 75 mondial, în februarie 2025.
În tenisul de juniori, el a câștigat titlul de dublu la Wimbledon în 2022 împreună cu compatriotul său Sebastian Gorzny, iar în ianuarie 2022 la Australian Open la dublu, el a fost finalist alături de paraguayanul Daniel Vallejo.